# Remich (kanton)
Remich (luxemburgiska: Réimech) är en kanton i östra Luxemburg i distriktet Grevenmacher. Huvudstaden är Remich.
Remich har en total area på 127,87 km² och år 2005 hade Remich 17 282 invånare.

## Kommuner
1. Bous (1.190)
2. Burmerange (978)
3. Dalheim (1 845)
4. Lenningen (1 402)
5. Mondorf-les-Bains (3 923)
6. Schengen (1 527)
7. Remich (2 986)
8. Stadtbredimus (1 281)
9. Waldbredimus (853)
10. Wellenstein (1 297)